# 류돈우
류돈우(柳惇佑, 1933년 5월 10일~2021년 10월 24일)는 대한민국의 금융인, 정치인이다. 제13·14대 국회의원을 지냈다. 본관은 풍산.

## 학력
- 대구 대륜고등학교 졸업
- 고려대학교 문리과 대학 정치학과 졸업

## 경력
- 한국주택은행 이사
- 한국보험공사 부사장
- 대한투자신탁(주) 사장
- 한국주택은행 은행장
- 한국수출입은행 은행장
- 중소기업은행 은행장
- 제13대 국회의원(안동) / 민주정의당
- 제14대 국회의원(안동) / 민주자유당

## 역대 선거 결과
|  | 51.66% |

|  | 52.83% |

|  | 31.56% |